# Rademin
Rademin este o comună în Saxonia-Anhalt, Germania